# Ove Arup
Ove Nyquist Arup (16 de abril de 1895-5 de febrero de 1988) fue un ingeniero de la construcción.
Nació en Newcastle-upon-Tyne (Reino Unido).

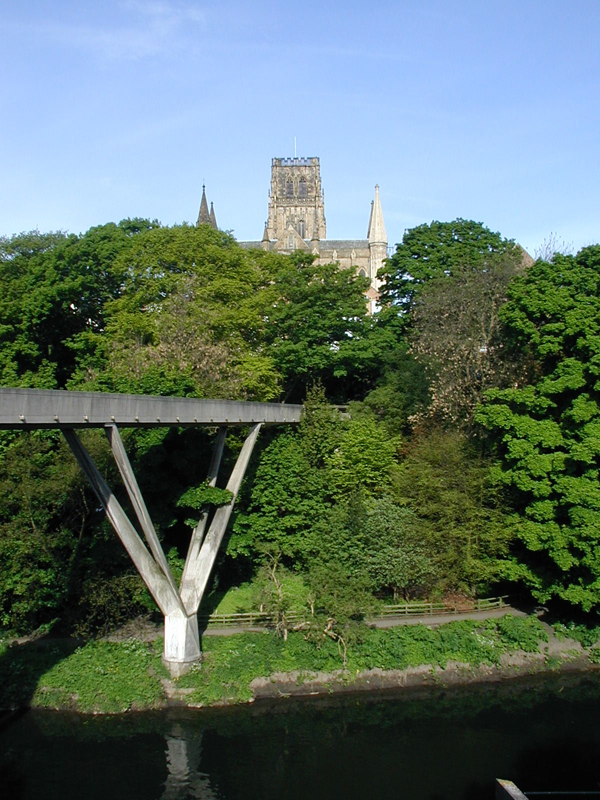
Puente peatonal sobre el río Durham en la universidad de Durham.

La Sociedad Arup, fundada por él mismo en 1946 y que funciona como un consorcio, es la empresa de ingeniería civil y de construcción metálica más importante y famosa del mundo. Arup Associates, una entidad independiente del imperio Arup, es la sección multidisciplinar especializada en la síntesis de todas las técnicas relacionadas con el diseño-arquitectura, construcción, servicios acústicas y estudio de dimensiones. Es una gran empresa que ha llevado a cabo una enorme cantidad de complejos proyectos en todo el mundo, cuatro de los cuales, en particular, son de gran importancia arquitectónica: la Ópera de Sídney, el Centro Beaubourg de París, la Torre del Banco de China y el Lloyds de Londres. Puede que sea injusto destacar solo cuatro: un quinto, el puente peatonal sobre el río de Durham, era, al parecer, el favorito de Sir Ove. 

Hay una historia apócrifa que solía contar Arup acerca de su relación con Utzon, el arquitecto de la Ópera de Sídney: 

"De ninguna manera quería hacerle volver a la tierra existiendo la posibilidad, por remota que fuera, de que él me hiciera a mí subir al cielo."

## Otras lecturas
- Churchill Archives Centre, The Papers of Sir Ove Arup Archivado el 8 de julio de 2013 en Wayback Machine., ARUP.